# Масакр на Кочевском Рогу
Масакр на Кочевском Рогу или кочевски масакр је била серија покоља у близини Кочевског Рога, и шумама Словеније, крајем маја 1945. године у коме су јединице југословенских партизана извршиле убиства Словеначких домобрана, припадника Српског добровољачког корпуса, четника, Хрватских домобрана, немачких и италијанских трупа као и одређен број Срба цивила из Србије и Црне Горе. Убиства су вршена без формалних оптужби или суђења.
Комисија Владе Словеније за питање масовних гробница открила је до сада око 540 масовних гробница. Само на Похорју откривени су остаци око 15.000 убијених особа. Пронађено је 134 скривених гробља са војницима, 79 цивилних гробља, 72 мешовитих гробља. Највећи масакр Срба изведен је у месту Кочевски рог.
Жртве су бацане у разне јаме и пећине, које су касније запечаћене експлозивом. Неколико хиљада жртава (између 10.000 и 12.000 према неким изворима), углавном ратних заробљеника враћених из британске војне области у Аустрији, гдје су побјегли и били разоружани, страдало је у овим послијератним масакрима.
Само на Кочевском рогу, у југо-источном делу Словеније, општина Ново место, убијено 4.000 љотићеваца, и још 1.000 руских белогардејаца. Поред тога, још 6.000 четника из Црне Горе је убијеноо код Зиданог Моста, а међу њима и митрополит црногорско-приморски Јоаникије Липовац. На падинама Похорја, недалеко од Марибора убијено је 8.000 четника из бригаде Павла Ђуришића.
У свом делу Кочевје - Титов најкрвавији злочин Боривоје Карапанџић наводи и податак, да је заробљене четнике у логорима посетио и Слободан Пенезић Крцун, који је као шеф ОЗНЕ однео из Словеније, списак са именима стрељаних четника на овим местима, и то је похрањено у Војном архиву Србије, са ознаком строго поверљиво.
Николај Толстој, руско-енглески писац, писао је о овим догађајима у својој књизи Министар и масакри. Британски писац Џон Корселис, који је служио у Аустрији у британској војсци, такође је писао о овом догађају у својој књизи „Словенија 1945: Смрт и опстанак после Другог свјетског рата”. У књизи Кочевје: Титов највећи злочин историчар Боривоје Карапанџић процењује да укупан број жртава износи око 18500 — од тога 12000 Словеначких домобрана, 3000 припадника Српског добровољачког корпуса, 1000 црногорских четника и 2500 Хрватских домобрана. Карапанџићева процена је изнесена у другој новијој књизи коју је штампала група историчара на словеначком и италијанском језику.